# Encarnação (stație de metrou din Lisabona)
Encarnação este o stație de pe Linia roșie a metroului din Lisabona. Stația este situată sub strada Rua General Silva Freire, în parohia Encarnação, un cartier rezidențial dens populat din nordul Lisabonei.

## Istoric
Stația fost inaugurată pe 17 iulie 2012, în același timp cu Moscavide și Aeroporto, odată cu prelungirea cu 3,3 km a Liniei roșii până la aeroportul Humberto Delgado. Proiectul original îi aparține arhitectului Alberto Barradas.
Precum toate noile stații ale metroului din Lisabona, „Encarnação” este echipată cu scări rulante și ascensoare până la peroane pentru a putea deservi și persoanele cu dizabilități locomotorii.

### Reparații
Pe 8 iunie 2018, o parte din tavanul de deasupra zonei peroanelor s-a prăbușit, ceea ce a dus la închiderea stației între 9 și 16 iunie 2018 pentru îndepărtarea molozului și repararea liniilor.

## Legături

### Autobuze orășenești

#### Carris
- 705 Oriente (Interface) ⇄ Roma-Areeiro
- 722 Praça de Londres ⇄ Portela - Rua dos Escritores
- 725 Oriente (Interface) ⇄ Prior Velho - Rua Maestro Lopes Graça
- 759 Restauradores ⇄ Oriente (Interface)
- 779 Centro Comercial dos Olivais - traseu inelar
- 781 Cais do Sodré ⇄ Prior Velho[6]